# Habitatge al carrer Mestre Güell, 15 (Tàrrega)
Habitatge al carrer Mestre Güell, 15 és una obra de Tàrrega (Urgell) inclosa a l'Inventari del Patrimoni Arquitectònic de Catalunya.

## Descripció
Edifici de planta rectangular, adossat per la part de ponent a un altre habitatge i deixant descobert mig mur lateral dret el qual s'adossa a un edifici de poca alçada permetent-nos veure gran part del mur.
La façana principal està feta a base d'aplacats de pedra que s'estructuren formant filades regulars i perfectes. Són de diferents dimensions, diferenciant la planta baixa i la primera. En el mur lateral dret, parcialment descobert, en canvi s'utilitza maons de terracota (material modern).
L'edifici s'estructura en planta baixa, primer pis i segon pis, i és rematat per una magnífica balustrada de pedra a la part superior. Tota la façana principal segueix un eix definit pel que fa a les obertures.
A la planta baixa, hi ha tres obertures diferents. En un lateral, la porta d'accés a l'habitatge, molt estreta i amb forma rectangular. Al centre, una ampla i gran portalada que dona accés al magatzem, i a l'altre lateral hi ha una finestra quadrangular tancada amb barrots ondulats de forja.
Pel que fa a la primera i segona planta s'obren tres finestres amb llinda per a cada pis. Les tres estan separades per la mateixa distància. A la primera planta les tres obertures (la central més ampla) estan comunicades per una balconada. Aquesta ocupa gairebé la totalitat de l'amplada de l'edifici i és sostinguda per set mènsules en forma de mitjana lluna que s'adossen al mur. Té una barana bombada de ferro forjat. A la segona planta les tres obertures tenen cadascuna el seu balcó, dotats de barana de forja.